# 弗里德里希·赖因霍尔德·克罗伊茨瓦尔德

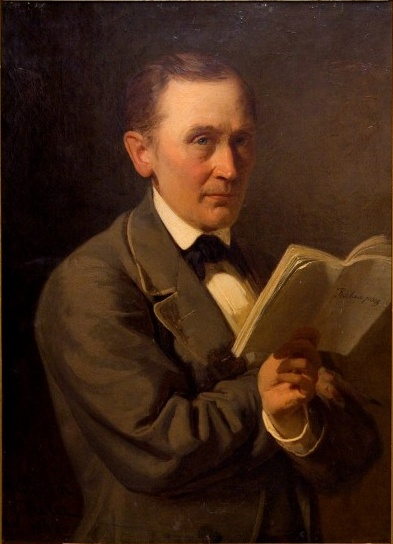
克罗伊茨瓦尔德阅读《卡列维波埃格》的手稿，约翰·克勒画

弗里德里希·赖因霍尔德·克罗伊茨瓦尔德（Friedrich Reinhold Kreutzwald，1803年—1882年）是一位爱沙尼亚作家，被认为是爱沙尼亚民族文学之父，1857-1867年间，完成了塔尔图大学爱沙尼亚语教授弗里德里希·罗伯特·费尔曼所构想的爱沙尼亚史诗《卡列维波埃格》（Kalevipoeg），对爱沙尼亚人的民族意识造成了很强的影响。同时也是一名医生。

## 生平
其父母为今西維魯縣的一个小村庄的农奴，其父为谷仓看守，其母为女仆。1815年农奴解放后，其父母将他送去拉克韋雷的县学读书，1820年在塔林的中学毕业后，他成为了一名小学教师。1833年，克罗伊茨瓦尔德从塔尔图帝国大学的医学院毕业，并在同年8月娶了玛丽·伊丽莎白·塞德勒（Marie Elisabeth Saedler）为妻。1833至1877年间，他都在沃魯当医生。他一生是欧洲多个科学协会的成员，并取得了数个大学的名誉学位。

## 作品
克罗伊茨瓦尔德写了许多民间寓言故事，大部分都被翻译成了德语，包括：《酒患》（Plague of Wine，1840）、《世界及人们可在其中发现的东西》（The World and Some Things One Can Find in It，1848–49）、《列那狐》（Reynard the Fox，1850）、《愚人村的聪明人》（Wise Men of Gotham，1857）等。
除此之外，他还写了史诗《卡列维波埃格》（Kalevipoeg，意为卡列维之子），以及其它基于爱沙尼亚民间传说的作品，如《古爱沙尼亚童话》（Old Estonian Fairy-Tales，1866）等，还写了许多诗集、长诗《伦比图》（Lembitu，1885，伦比图为古代爱沙尼亚抵抗宝剑骑士团的英雄）等等，均在其逝世后出版。
克罗伊茨瓦尔德被认为是第一个使用爱沙尼亚语的写作的作家。他是爱沙尼亚民族意识觉醒的领袖之一，而且是爱沙尼亚知识青年的楷模及鼓舞者。